# فلوران باغني
فلوران باغني (مواليد 6 نوفمبر 1961) هو مغني، ممثل وكاتب أغاني فرنسي بدأ مسيرته الغنائية منذ عام 1987.

## وصلات خارجية
- فلوران باني على موقع IMDb (الإنجليزية)
- فلوران باني على موقع ألو سيني (الفرنسية)
- فلوران باني على موقع ميوزك برينز (الإنجليزية)
- فلوران باني على موقع أول موفي (الإنجليزية)
- فلوران باني على موقع قاعدة بيانات الأفلام السويدية (السويدية)
- فلوران باني على موقع أول ميوزيك (الإنجليزية)
- فلوران باني على موقع ديسكوغز (الإنجليزية)
- فلوران باني على موقع قاعدة بيانات الفيلم (الإنجليزية)
- فلوران باني على موقع كينوبويسك (الروسية)